# Alain Françon
Pour les articles homonymes, voir Francon.
Alain Françon est un auteur et metteur en scène de théâtre français, né le 16 janvier 1945 à Saint-Étienne.

## Biographie
Alain Françon naît le 16 janvier 1945 à Saint-Étienne (Loire).

### Carrière
Alain Françon cofonde la compagnie Le Théâtre éclaté à Annecy en 1971. Pendant dix-huit ans, il y monte entre autres Marivaux, Sade, Ibsen, Strindberg, Brecht et Michel Vinaver.
En 1989, il dirige le Centre dramatique national de Lyon - Théâtre du Huitième. Il y monte notamment Britannicus et Hedda Gabler. Entre 1992 et 1995, il dirige le Centre dramatique national de Savoie où il monte Edward Bond, Tchekhov.
En 1995, il reçoit son premier Molière en tant que metteur en scène pour Pièces de guerre d'Edward Bond.
En 1996, il est nommé directeur du Théâtre national de la Colline. Son mandat est prolongé jusqu'en janvier 2010, date à laquelle Stéphane Braunschweig lui succède. 
Depuis 2010, Alain Françon se consacre à sa propre compagnie Le Théâtre des nuages de neige.
Alain Françon fait connaître le théâtre d’Edward Bond en France. Il a mis en scène sept de ses pièces : La Compagnie des hommes, Pièces de guerre, Café, Si ce n’est toi, Naître, Chaise, Les Gens et en 2016 La Mer pour son entrée au répertoire à la Comédie-Française.

#### Transmission
Alain Françon dirige régulièrement des ateliers de formation dans plusieurs écoles nationales, Conservatoire national supérieur d’art dramatique de Paris, École du TNS, École de la Comédie de Saint-Etienne, École Nationale Supérieure d'Art Dramatique (Ensad) de Montpellier.
Il est le parrain des douze élèves comédiens de la promotion 6 (2018-2021) de l’École du Nord.

### Vie privée
Alain Françon partage la vie de la comédienne Dominique Valadié depuis 1990.
Le 17 mars 2021, il est grièvement blessé à la carotide, après avoir reçu un coup de couteau dans une rue de Montpellier,. Le procès de son agresseur s'ouvre le 5 décembre 2022, Mohamed Kamel est condamné définitivement à 25 ans de réclusion criminelle.

## Metteur en scène

### 1960-1969
- Fando et Lis et Le Tricycle de Fernando Arrabal
- Fin de partie et La Dernière Bande de Samuel Beckett
- Biedermann et les incendiaires de Max Frisch
- Victime du devoir d’Eugène Ionesco
- Le Général inconnu et Le Cosmonaute agricole de René de Obaldia
- Les Bâtisseurs d’empire de Boris Vian

### 1970-1979
- 1972 : La Farce de Burgos, création collective du Théâtre Eclaté d'Annecy (Christiane Cohendy, Évelyne Didi, Alexandre Guini, Brigitte Lauber, André Marcon) d’après Gisèle Halimi, MJC de Novel, Annecy, février 1972
- 1972 : L’Exception et la règle de Bertolt Brecht, Foyer des Jeunes Travailleurs Le Novel, Annecy, novembre 1972
- 1973 : Soldats d’après Carlos Reyes, MJC de Novel, Annecy, mai 1973
- 1973 : La Journée d’une infirmière d’Armand Gatti, MJC de Novel, Annecy
- 1974 : Le Jour de la dominante de René Escudié, MJC de Novel, Annecy
- 1975 : Les Branlefer d'Heinrich Henkel, MJC de Novel, Annecy, 26 septembre 1975
- 1976 : Chicago Crime & Crash de Walter Weideli, co-mise en scène avec Jean-Pierre Dougnac, Théâtre de l'Est parisien
- 1977 : Le Nid de Franz Xaver Kroetz, créé à Annecy
- 1978 : Le Belvédère d'Ödön von Horváth, Théâtre national de Chaillot
- 1978 : Français, encore un effort si vous voulez être républicains d’après le Marquis de Sade, MJC de Novel, Annecy

### 1980-1989
- 1980 : Les Travaux et les jours de Michel Vinaver, Annecy, janvier 1980
- 1980 : Un ou deux sourires par jour d’Antoine Gallien, Comédie-Française, Théâtre de l’Odéon
- 1981 : La Double Inconstance de Marivaux, Bonlieu Espace 300, Annecy, 13 octobre 1981
- 1982 : Le Pélican d’August Strindberg, Bonlieu Espace 300, Annecy
- 1983 : Toute ma machine était dans un désordre inconcevable d’après Jean-Jacques Rousseau
- 1983 : L’Ordinaire de Michel Vinaver, co-mise en scène avec l’auteur, Théâtre national de Chaillot, salle Gémier, 10 mars 1983
- 1984 : Le Long Voyage vers la nuit d’Eugene O’Neill, Bonlieu, Annecy
- 1984 : La Waldstein de Jacques-Pierre Amette, Théâtre Ouvert, Jardin d’Hiver, Paris
- 1984 : Noises d’Enzo Cormann, Théâtre Ouvert, Jardin d’Hiver, Paris
- 1985 : Mes souvenirs d’après Herculine Barbin, Festival d’Avignon, Chapelle des Pénitents Blancs, 9 juillet 1985
- 1985 : Je songe au vieux soleil d’après William Faulkner, Festival d’Avignon, Chapelle des Pénitents Blancs, 15 juillet 1985
- 1986 : Le Menteur de Corneille, Comédie-Française, 4 février 1986
- 1986 : Les Voisins de Michel Vinaver, Théâtre Ouvert, Jardin d’hiver à Paris, 17 octobre 1986
- 1987 : Hedda Gabler d’Henrik Ibsen, Bonlieu, Annecy, 17 mars 1987
- 1987 : Une lune pour les déshérités d’Eugene O’Neill, Festival d’Avignon, Salle Benoît XII, 24 juillet 1987
- 1988 : Palais-Mascotte d’Enzo Cormann, Théâtre de la Bastille, 1er mars 1988
- 1988 : Tir et Lir de Marie Redonnet, Festival d’Avignon, Cloître de la Collégiale de Villeneuve-Lèz-Avignon, 12 juillet 1988
- 1988 : Tir et Lir de Marie Redonnet, Théâtre national de la Colline, 2 décembre
- 1989 : Moby Diq de Marie Redonnet, Théâtre de la Bastille, 17 janvier 1989
- 1989 : La Voix humaine de Jean Cocteau et Francis Poulenc, Théâtre musical de Paris, mai 1989

### 1990-1999
- 1990 : La Dame de chez Maxim de Georges Feydeau, Théâtre du huitième, Lyon, février 1990
- 1990 : Hedda Gabler d’Henrik Ibsen, seconde version, Théâtre du Huitième, Lyon, 19 octobre 1990
- 1991 : Britannicus de Racine Théâtre du Huitième, Lyon, 11 octobre 1991
- 1991 : La Vie parisienne de Jacques Offenbach, Théâtre du Huitième, Lyon, décembre 1991
- 1992 : Saute, Marquis ! monologues de Georges Feydeau, Théâtre du Huitième, Lyon, avril  1992
- 1992 : La Compagnie des hommes d’Edward Bond, Théâtre de la Ville, Paris, 29 septembre 1992
- 1993 : La Remise de Roger Planchon, Espace André Malraux, Chambéry 17 mars 1993
- 1993 : Le Canard sauvage d’Henrik Ibsen, Comédie-Française, Salle Richelieu, 4 décembre 1993
- 1994 : Pièces de guerre d’Edward Bond : Rouge noir et ignorant et La Furie des nantis, Bonlieu, Annecy, 12 avril 1994 ; Grande Paix : Festival d’Avignon, Cour du Lycée Saint Joseph, 15 juillet 1994 ; création en trilogie : Festival d’Avignon, Cour du Lycée Saint Joseph, 17 juillet 1994
- 1995 : Celle-là de Daniel Danis, Théâtre Ouvert, Paris, 17 janvier 1995
- 1995 : Schliemann, Épisodes oubliés opéra de Bruno Bayen et Betsy Jolas, Opéra de Lyon, 3 mai 1995
- 1995 : La Mouette d’Anton Tchekhov, Espace Malraux, Chambéry, 5 décembre 1995
- 1996 : Edouard II de Christopher Marlowe, Festival d’Avignon, Cour d’Honneur du Palais de Papes, 9 juillet 1996
- 1996 : Le Long Voyage vers la nuit d’Eugene O’Neill, seconde version, Comédie-Française, Théâtre du Vieux-Colombier, novembre 1996
- 1997 : Les Petites Heures d’Eugène Durif, Théâtre national de la Colline, 18 septembre 1997
- 1997 : Dans la compagnie des hommes d’Edward Bond, seconde version, Théâtre national de la Colline, 13 octobre 1997
- 1998 : La Cerisaie d’Anton Tchekhov, Comédie-Française, Salle Richelieu, 25 avril 1998
- 1999 : Les Huissiers de Michel Vinaver, Théâtre national de la Colline, 14 janvier 1999
- 1999 : King de Michel Vinaver, Théâtre national de la Colline, 11 mars 1999
- 1999 : Le Chant du Dire-Dire de Daniel Danis, Théâtre national de la Colline, 15 septembre 1999
- 1999 : Mais aussi autre chose de Christine Angot, Théâtre Ouvert

### 2000-2009
- 2000 : Café d’Edward Bond, Théâtre national de la Colline, 12 mai 2000
- 2001 : Le Crime du XXIè siècle d’Edward Bond, Théâtre national de la Colline, 9 janvier 2001
- 2001 : Visage de feu de Marius von Mayenburg, Théâtre national de la Colline, 10 mai 2001
- 2002 : Les Voisins de Michel Vinaver, seconde version, Théâtre national de la Colline, 14 mai 2002
- 2002 : Skinner de Michel Deutsch, Théâtre national de la Colline, 24 septembre 2002
- 2002 : Rouge noir et ignorant, La Furie des Nantis et Si ce n’est toi d’Edward Bond, CNSAD, Paris, 12 décembre 2002
- 2003 : Petit Eyolf d’Henrik Ibsen, Théâtre national de la Colline, 1er mars 2003
- 2003 : Si ce n’est toi d’Edward Bond, Théâtre national de la Colline, 12 septembre 2003
- 2004 : Katarakt de Rainald Goetz, Théâtre national de la Colline, 10 janvier 2004
- 2004 : Ivanov d’Anton Tchekhov, Théâtre national de la Colline, 18 mars
- 2005 : e, le roman dit de J'il de Daniel Danis, Théâtre national de la Colline, 26 janvier 2005
- 2005 : Le Chant du cygne–Platonov d’Anton Tchekhov, Théâtre national de la Colline, 3 novembre 2005
- 2006 : Naître d’Edward Bond, Festival d’Avignon, Cour du Lycée Saint Joseph, 10 juillet 2006
- 2006 : Chaise d’Edward Bond, Festival d’Avignon, Salle Benoît XII, 18 juillet 2006
- 2007 : Les Enfants du soleil de Maxime Gorki, Groupe XXVI, Théâtre national de Strasbourg, juin 2007
- 2007 : L'Hôtel du libre échange de Georges Feydeau, Théâtre national de la Colline, 27 décembre 2007
- 2009 : La Cerisaie d'Anton Tchekhov, seconde version, Théâtre national de la Colline, 17 mars 2009
- 2009 : Les Ennemis de Maxime Gorki, ENSATT, Lyon, 15 juin 2009

### 2010-2019
- 2010 : Extinction de Thomas Bernhard, lecture de Serge Merlin, réalisation Blandine Masson et Alain Françon, Théâtre de la Madeleine, 9 mars 2010
- 2010 : Les Trois Sœurs d'Anton Tchekhov, Salle Richelieu, Comédie-Française, 22 mai 2010
- 2010 : Du mariage au divorce : Feu la mère de Madame, On purge bébé, Mais n'te promène donc pas toute nue !, Léonie est en avance de Georges Feydeau, Théâtre national de Strasbourg, 28 septembre 2010
- 2011 : Fin de partie de Samuel Beckett, Théâtre de la Madeleine, 10 mai 2011
- 2012 : La Trilogie de la villégiature de Carlo Goldoni, Théâtre provisoire au Palais-Royal, Comédie-Française, 11 janvier 2012
- 2012 : Oncle Vania d'Anton Tchekhov, Théâtre Nanterre-Amandiers, 9 mars 2012
- 2012 : Solness le constructeur d'Henrik Ibsen, Comédie de Reims, 5 mars 2013
- 2013 : Solness le constructeur d'Henrik Ibsen, Théâtre national de la Colline, 23 mars 2013
- 2014 : Les Gens d'Edward Bond, Théâtre Gérard-Philipe à Saint-Denis, 13 janvier 2014
- 2015 : Toujours la tempête de Peter Handke, Théâtre de l'Odéon, 4 mars 2015
- 2015 : Trilogie du revoir de Botho Strauss, Ensatt, Nuits de Fourvière, 29 juin 2015[6]
- 2016 : Qui a peur de Virginia Woolf ? d'Edward Albee, Théâtre de l'Œuvre
- 2016 : La Mer d'Edward Bond, Salle Richelieu Comédie-Française
- 2016 : Le Temps et la Chambre de Botho Strauss, Théâtre National de Strasbourg, Théâtre la Colline
- 2018 : Un mois à la campagne d'Ivan Tourgueniev, théâtre Déjazet
- 2019 : La Locandiera de Carlo Goldoni, Comédie-Française, traduction de Myriam Tanant
- 2019 : Le Misanthrope de Molière, Théâtre de Carouge, 9 janvier 2019

### 2020 -
- 2020 : Avant la retraite de Thomas Bernhard, Théâtre de la Porte Saint-Martin
- 2020 : Les Innocents, Moi et l’Inconnue au bord de la route départementale de Peter Handke , Théâtre National de la Colline
- 2021 : La Seconde Surprise de l'Amour de Marivaux, Ateliers Berthier
- 2022 : Il Nerone, ossia l’Incoronazione di Poppea de Claudio Monteverdi, Théâtre de l’Athénée, Grand théâtre de Dijon, Maison de la Culture d’Amiens.
- 2022 : En attendant Godot de Samuel Beckett, Nuits de Fourvière puis tournée
- 2024 : Les Fausses Confidences de Marivaux, au Théâtre de Carouge

## Filmographie
- 2002 : Le Loup de la côte Ouest de Hugo Santiago
- 2014 : Les Garçons et Guillaume, à table ! de Guillaume Gallienne : un des psychanalystes
- 2020 : ADN de Maïwenn : Pierre, le père de Neige

## Publication
- Cahiers de régie sur la Cerisaie et les Trois sœurs d'Anton Tchekhov, avec Constantin Stanislavski, Jacqueline Razgonnikoff, André Markowicz, Françoise Morvan, Anton Tchekhov, Camille Combes-Lafitte), Aux forges du Vulcain

## Distinctions

### Récompenses
- 1992 : Grand Prix du théâtre du Syndicat de la critique pour La Compagnie des hommes
- Molières 1995 : Molière du metteur en scène pour Pièces de guerre
- 2009 : Grand Prix du théâtre du Syndicat de la critique pour La Cerisaie
- Molières 2010 : Molière du metteur en scène pour La Cerisaie
- Prix SACD de la mise en scène 2012
- Molières 2016 : Molière du metteur en scène d'un spectacle de théâtre privé pour Qui a peur de Virginia Woolf ?
- Prix Plaisir du Théâtre 2018

### Nominations
- Molières 1991 : Molière du metteur en scène pour La Dame de chez Maxim
- Molières 2008 : Molière du metteur en scène pour L'Hôtel du libre échange
- Molières 2024 : Molière du metteur en scène d'un spectacle de théâtre privé pour Un chapeau de paille d'Italie
- Molières 2025 : Molière du metteur en scène d'un spectacle de théâtre public  pour Les Fausses Confidences